# MBC 游擊演唱會
《游擊演唱會》(韓語：게릴라 콘서트)，又名《萬人召集》，是從2000年9月開始到2003年1月為止韓國MBC電視台每周一播出的節目。

## 節目放送規則
挑戰者必須於挑戰當天在節目製作組決定的城市中進行宣傳，且挑戰者須訂立舉行演唱會目標應援人數。宣傳結束。如未到達訂立目標應援人數。即無法舉行演唱會。

## 歷代演出者
詳細內容請參閱以下表格
| 播出日期         | 演出者               | 地點                              | 目標應援數          | 實際應援數         | 成功與否 | 備註                       |
| ---------------- | -------------------- | --------------------------------- | ------------------- | ------------------ | -------- | -------------------------- |
| 2000年 9月 24日  | 曹誠模               | 盆唐中央公園                      | 5000名              | 5278名             | 成功     |                            |
| 2000年 10月 8日  | Fin.K.L              | 日山 MBC 放送地                   | 5000名              | 6317名             | 成功     |                            |
| 2000年 10年 22日 | H.O.T.               | 蒼鷹公園                          | 10000名             | 11021名            | 成功     |                            |
| 2000年 11月 12日 | GOD                  | 釜山 海雲臺 沙灘                  | 5000名              | 11406名            | 成功     |                            |
| 2000年 11月 19日 | 강현수               | 安養市 中央 公園                  | 5000名              | 4362名             | 失敗     |                            |
| 2000年 11月 26日 | 劉承俊               | 仁川市廳 前 廣場                  | 5000名              | 8739名             | 成功     |                            |
| 2000年 12月 3日  | 嚴正化               | 朝鮮大學                          | 5000名              |                    | 成功     |                            |
| 2000年 12月 10日 | 3朋友 team           | 水原野外音樂堂                    | 5000名              |                    | 成功     |                            |
| 2000年 12月 17日 | Country Kko Kko      | 上溪洞 大真高中                   | 5000名              |                    | 成功     |                            |
| 2000年 12月 31日 | 朴志胤               | 富川 Catholic大學 運動場          | 5000名              | 6925名             | 成功     |                            |
| 2001年 1月 14日  | S.E.S.               | 大邱 啟明大校園                   | 5000名              | 11745名            | 成功     |                            |
| 2001年 1月 21日  | 太珍兒               | 釜山 慶南高中                     | 5000名              |                    |          | 因為暴雪演唱會取消         |
| 2001年 2月 4日   | 듀크                 | 安養 大林大學                     | 5000名              | 5024名             | 成功     |                            |
| 2001年 2月 18日  | 車太鉉               | 蔚山 太和江江畔                   | 5000名              | 10979名            | 成功     |                            |
| 2001年 2月 25日  | 申彗星&李志勳        | 全州 全北大學                     | 5000名              | 8507名             | 成功     |                            |
| 2001年 3月 11日  | DJ DOC               | 安山 花園遊戲區 汽車劇場          | 5000名              | 5078名             | 成功     |                            |
| 2001年 3月 18日  | 朱英勳               | 鏡浦臺 海水浴場                   | 5000名              | 4162名             | 失敗     |                            |
| 2001年 3月 25日  | 서경석&金長勳&李胤錫 | 仁川 仁荷大 運動場                | 5000名              | 11522名            | 成功     |                            |
| 2001年 4月 1日   | 洪京民               | 城南 暻園大 運動場                | 5000名              | 10302名            | 成功     |                            |
| 2001年 4月 8日   | 金賢貞               | 鬱陵島 道洞灣                     | 2000名              | 2106名             | 成功     |                            |
| 2001年 4月 22日  | S#arp                | 天安外大 運動場                   | 5000名              | 12405名            | 成功     | 同時挑戰                   |
| 2001年 4月 22日  | Chakra               | 青州大 綜合運動場                 | 5000名              | 8066名             | 成功     | 同時挑戰                   |
| 2001年 5月 6日   | Psy                  | 尚志大 運動場                     | 5000名 (一半為男生) | 8642名 (男 2719名) | 成功     |                            |
| 2001年 5月 20日  | 李善熙               | 富川中央公園                      | 5000名              | 9217名             | 成功     |                            |
| 2001年 6月 10日  | Baby V.O.X           | 浦項 해맞이 公園                  | 5000名              | 9364名             | 成功     |                            |
| 2001年 6月 17日  | 朴軫永               | 首爾 汝矣島 江畔                  | 5000名              | 7939名             | 成功     |                            |
| 2001年 7月 29日  | 뉴 논스톱팀          | 光州 全南大 運動場                | 5141名              | 7031名             | 成功     |                            |
| 2001年 8月 19日  | 太珍兒               | 釜山 釜慶大 大運動場              | 7000名              | 7562名             | 成功     | 太珍兒再度挑戰             |
| 2001年 9月 2日   | Roo'ra               | 大田 國際博覽會 科學公園 南門廣場 | 5000名              | 6299名             | 成功     |                            |
| 2001年 9月 16日  | 安七炫               | 大田                              | 5000名              | 15874名            | 成功     |                            |
| 2001年 9月 23日  | 神話                 | 水原 京畿大學                     | 10000名             | 11569名            | 成功     |                            |
| 2001年 10月 7日  | Cool                 | 濟洲綜合競技場                    | 5000名              | 8127名             | 成功     |                            |
| 2001年 10月 21日 | YB (band)            | 全洲大 大運動場                   | 5000名              | 7913名             | 成功     |                            |
| 2001年 11月 4日  | Click-B              | 春川 江原大 大運動場              | 10000名             | 7552名             | 失敗     |                            |
| 2001年 11月 11日 | 李鉉雨               | 清洲 忠北大                       | 5000名              | 7291名             | 成功     |                            |
| 2001年 11月 18日 | 嚴正化               | 堤川 綜合競技場 停車場            | 5000名              | 8217名             | 成功     |                            |
| 2001年 11月 25日 | 김민종               | 大邱 慶北大 運動場                | 11000名             | 12103名            | 成功     |                            |
| 2001年 12月 16日 | 音樂劇 Gospel 團隊   | 益山 圓光大 運動場                | 5000名              | 8311名             | 成功     |                            |
| 2001年 12月 23日 | GOD                  | 水原World Cup Stadium             | 16000名             | 18521名            | 成功     | 只計入攜帶太極旗入場的觀眾 |
| 2001年 12月 30日 | 李貞賢               | 浦項 해맞이 廣場                  | 2002名              | 2117名             | 成功     |                            |
| 2002年 1月 6日   | 崔真永               | 仁川大 大運動場                   | 5000名              | 3517名             | 失敗     |                            |
| 2002年 1月 13日  | 張娜拉               | 全南 木浦競技場                   | 5000名              | 17502名            | 成功     |                            |
| 2002年 1月 20日  | 楊姬銀               | 馬山 室內體育館                   | 5000名              | 7182名             | 成功     |                            |
| 2002年 2月 3日   | 캔                   | 忠州體育館                        | 5000名              | 5489名             | 成功     |                            |
| 2002年 2月 10日  | 雪雲道               | 巨濟島 公社運動場                 | 5000名              | 9716名             | 成功     |                            |
| 2002年 2月 17日  | JTL                  | 原州 公立棒球場                   | 10000名             | 12133名            | 成功     |                            |
| 2002年 2月 24日  | 金宗瑞               | 群山 公立棒球場                   | 5000名              | 6547名             | 成功     |                            |
| 2002年 3月 3日   | 金正民               | 天安綜合運動場                    | 5000名              | 5816名             | 成功     |                            |
| 2002年 3月 10日  | 李秀英               | 平澤 綜合運動場                   | 5000名              | 8364名             | 成功     |                            |
| 2002年 3月 17日  | 申昇勳               | 全南 廣州競技場 停車場            | 10000名             | 12837名            | 成功     |                            |
| 2002年 3月 24日  | SES                  | 大邱大 慶山校園 大運動場          | 5000名              | 8223名             | 成功     |                            |
| 2002年 3月 31日  | 姜修智               | 春川 江原大 大運動場              | 5000名              | 3714名             | 失敗     |                            |
| 2002年 4月 7日   | 김현철&윤상          | 水原 亞洲大 大運動場              | 5000名              | 3178名             | 失敗     |                            |
| 2002年 4月 14日  | 高耀太               | 全州 工業大 大運動場              | 5000名              | 6271名             | 成功     |                            |
| 2002年 4月 21日  | 이영자               | 群山大 大運動場                   | 5000名              | 7391名             | 成功     |                            |
| 2002年 4月 28日  | Country Kko Kko      | 原州 尚志大 大運動場              | 5000名              | 6397名             | 成功     |                            |
| 2002年 5月 5日   | 寶兒                 | 安山 화랑유원대 停車場            | 5000名              | 12638名            | 成功     |                            |
| 2002年 5月 12日  | 朴景林               | 全州 忠北大                       | 5000名              | 14274名            | 成功     |                            |
| 2002年 5月 19日  | 포지션               | 富川 公社運動場                   | 5000名              | 6249名             | 成功     |                            |
| 2002年 6月 2日   | J                    | 日山 美觀廣場                     | 5000名              |                    | 成功     |                            |
| 2002年 7月 14日  | clone                | 龜尾 市民運動場                   | 5000名              |                    | 成功     |                            |
| 2002年 7月 28日  | 吳承根&金慈玉        | 平澤 驍名中學                     | 5000名              |                    | 成功     |                            |
| 2003年 1月 5日   | Rain                 | 安養科學大 大運動場               | 6000名              | 5387名             | 失敗     |                            |
| 2003年 1月 12日  | 成始璄               | 安東 洛東江 江畔                  | 5000名              | 5107名             | 成功     | 最後一集                   |